# Національний парк Ейн-Геді
Національний парк Ейн-Геді(івр. עֵין גֶּדִי) — оаза в Ізраїлі, розташована на узбережжі Мертвого моря біля фортеці Массада та печер Кумран. Оаза відома своїми печерами, прісними джерелами та різноманіттям флори і фауни. 

## Перша згадка
Ейн-Геді кілька разів згадана в Біблії, наприклад в «Пісні Пісень» (1:14). Також, за єврейською традиційною легендою, Давид переховувався тут від Саула (Книга Самуїла, 1:24:1).

## Парк
Однойменний національний парк заснований у 1972 році, один найважливіших резервів дикої природи країни. Парк розташований в Юдейській пустелі на узбережжі Мертвого моря, на східному кордоні Західного берегу річки Йордан на території, що контролюється Ізраїлем, і займає територію 25 км². Висота над рівнем моря у парку коливається від 418 м нижче за рівень моря на узбережжі Мертвого моря до 200 м над рівнем моря на плато Юдеї.
Національний парк містить джерела Нахаль-Давид (Джерело Давида) і Нахаль-Аругот (Джерело Аругота), а води джерел Ейн-Геді і Шуламіт протікають крізь нього. Разом ці джерела дають близько 3 млн м³ води на рік. Більша частина води використовується для сільського господарства або розливається у пляшки для споживання.

### Флора та фауна
Парк є притулком для багатьох видів рослин, птахів і тварин. Рослинність включає трави та дерева з тропічних, пустельних, середземноморського і степових регіонів, це содомові яблуні (Calotropis procera), акація, справжній зизифус (Ziziphus zizyphus) і тополя. Місцеві види доповнюються ща понад 200 міграційними видами. Серед ссавців відносно численні нубійські козли і дамани.

### Туризм
Крім природи, парк відомий руїнами синагоги візантійського періоду, що розташована на його території.
Однією з проблем парку є постійних ризик пожеж, так улітку 2005 року майже дві третини площі оази вигоріло, ймовірно в результаті того, що турист кинув на землю недопалок.

## Кібуц
Зараз за кілометр від оази розташований кібуц — Ейн-Геді, — заснований в 1956 році. Це популярне туристичне місце, де завдяки великій кількості води також вирощується велика кількість сільськогосподарської продукції. До заснування кібуцу цей район не мав постійного поселення понад 500 років. 
| Ізраїль | Це незавершена стаття з географії Ізраїлю. Ви можете допомогти проєкту, виправивши або дописавши її. |